# Cadier en Keer (gemeente)
Cadier en Keer (ook Kadier en Keer) was een gemeente in de Nederlandse streek Zuid-Limburg. Tot de naamswijziging op 5 augustus 1828 was de naam Cadier.
De gemeente heeft bestaan tot 1982 en is in dat jaar tijdens de gemeentelijke herindeling van Zuid-Limburg bij de gemeente Margraten gevoegd. Deze is in 2011 weer opgegaan in de gemeente Eijsden-Margraten.
Tot de gemeente Cadier en Keer behoorden de dorpen Cadier, Keer en Sint Antoniusbank. 

## Zie ook

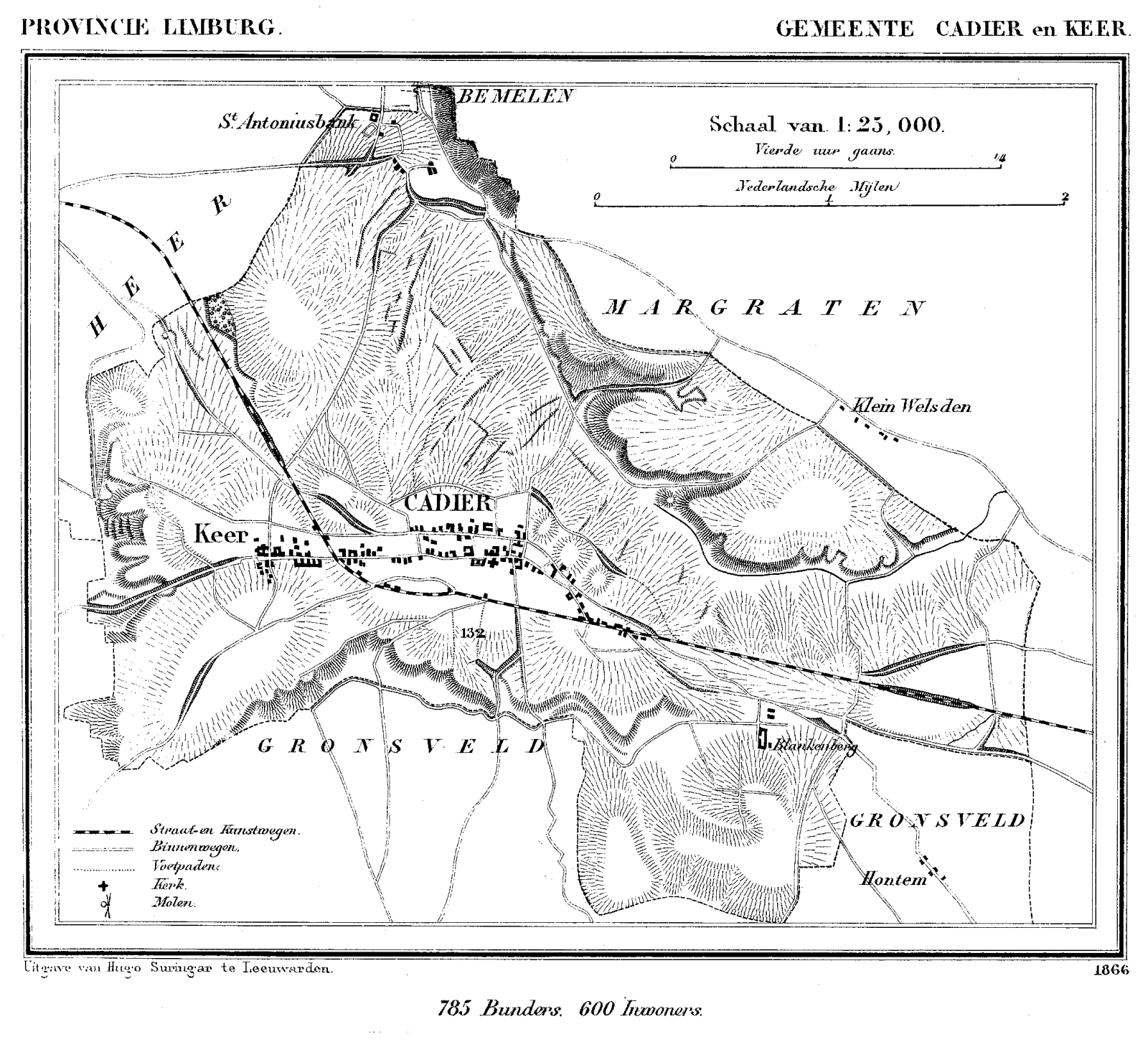
, Gemeente-atlas van Nederland 1865-1870. Gemeente Cadier en Keer